# Mersin (provincie)
Mersin is een provincie in Turkije. De provincie is 15.737 km² groot en heeft 1.647.899 inwoners (2000). De hoofdstad is het gelijknamige Mersin.
Tot 2002 heette de provincie Ïçel.

## Bezienswaardigheid
In een ravijn bevindt zich een groep uitgehakte beeltenissen van mannen, vrouwen en kinderen, de Adamkayalar. Door de afgelegen locatie zijn de zeer bekwaam en kunstig gemaakte beelden goed bewaard gebleven.

## Bestuurlijke indeling

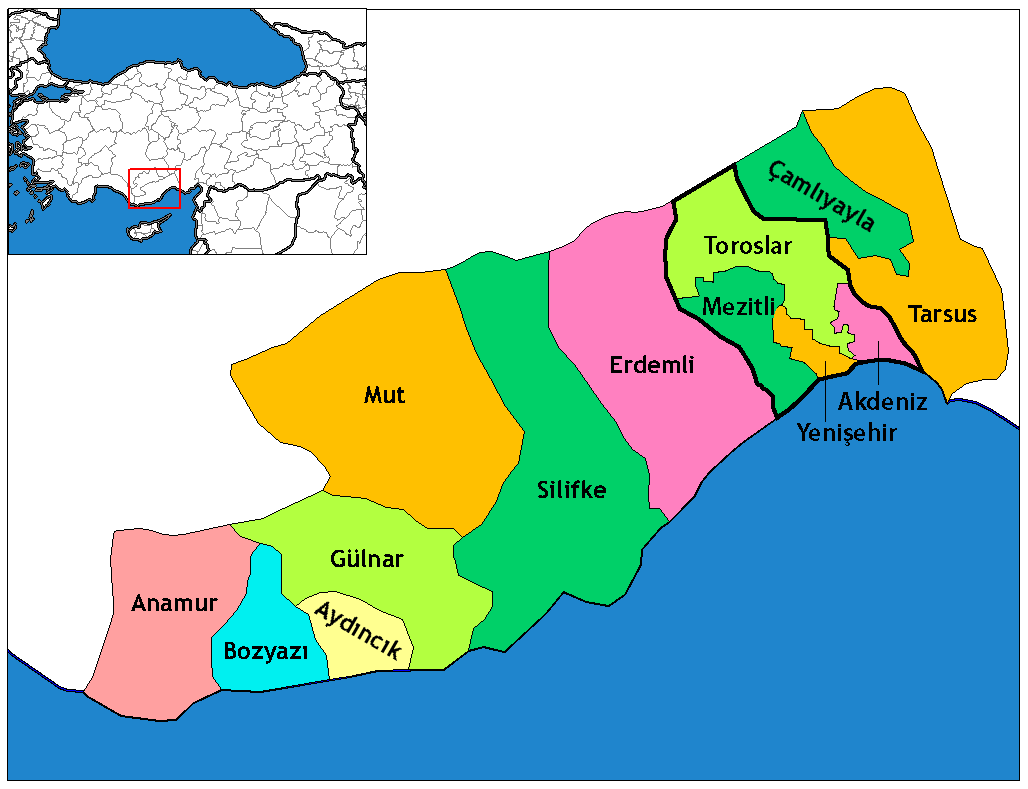
Districten van Mersin

### Districten
De provincie bestaat uit de volgende 13 districten:
Mersin
|                     |                        |
| - Akdeniz - Mezitli | - Toroslar - Yenişehir |

Andere districten
| - Anamur - Aydıncık - Bozyazı | - Çamlıyayla - Erdemli - Gülnar | - Mut - Silifke - Tarsus |